# Marie Østerbye
Marie Østerbye (født 15. februar 1975) er en dansk manuskriptforfatter. Sammen med Christian Torpe har hun skabt tv-serierne Maj & Charlie (2008) og Fred til Lands (2019) samt været hovedforfatter, skrevet eller udviklet på serier som Rita (2012-2020), Når Støvet har lagt sig, The Rain, Bedre Skilt end Aldrig, Hjørdis og Snöänglar. Marie Østerbye har også skrevet manus til bl. a. spillefilmene Æblet og Ormen og Sover Dolly på ryggen?. 
Hendes manuskript Playdate er nummer 2 på The Black List 2024
Marie Østerbye er cand.mag. i Dramaturgi og Nordisk Sprog og Litteratur fra Aarhus Universitet.